# Roman Baturin
Roman Siergiejewicz Baturin, ros. Роман Сергеевич Батурин (ur. 18 maja 1974) – rosyjski piłkarz ręczny, występujący na pozycji skrzydłowego.

## Życiorys
Grał w drużynie Kuncewo Moskwa, występującej wówczas w ekstraklasie. W 2000 roku został pozyskany przez Iskrę Kielce. Z tego klubu został wypożyczony do Wisły Sandomierz. W 2001 roku został zawodnikiem Anilany. W barwach tego klubu zadebiutował w Superlidze 8 września w przegranym 18:25 spotkaniu z Warszawianką. W Anilanie Rosjanin występował do grudnia 2002 roku, po czym przeszedł do Viretu Zawiercie. Po spadku tego klubu do II ligi został zawodnikiem Piotrkowianina Piotrków Trybunalski. Z klubem tym Baturin awansował do Superligi, w której rozegrał w barwach Piotrkowianina 80 spotkań. W 2007 roku przeszedł do Miedzi Legnica. Po zakończeniu sezonu 2007/2008 z powodu kontuzji odszedł z klubu. W styczniu 2009 roku podpisał kontrakt z KSSPR Końskie. W 2012 roku powrócił do Rosji, zostając zawodnikiem Sungula Snieżynsk. W barwach tego klubu w sezonie 2012/2013 wystąpił w Pucharze EHF w spotkaniach z HC Kumanovo i Wisłą Płock.